# Renate Spingler
Renate Spingler (* vor 1983 in Kempten) ist eine deutsche Opernsängerin (Mezzosopran). Sie gehört seit 1986 zur Hamburgischen Staatsoper.

## Leben
Renate Spingler studierte Gesang an der Münchner Hochschule für Musik und beendete das Studium 1983 mit dem Diplom. Danach studierte sie in der Meisterklasse von Reri Grist. Im Anschluss engagierte Rolf Liebermann Renate Spingler für die Internationale Sommerakademie Mozarteum Salzburg und anschließend an der Hamburgischen Staatsoper, zu deren festem Ensemble sie seit 1986 gehört. 2005/2006 unterrichtete Renate Spingler für zwei Semester Gesang an der Rostocker Musikhochschule. 
Zu ihrem Repertoire gehören u. a. die Gräfin aus dem Wildschütz, die Donna Elvira aus Don Giovanni, die Dorabella aus Così fan tutte, die Suzuki aus Madama Butterfly, die Herodias aus Salome, die Adelaide aus Arabella, die Flora aus La traviata, die Larina aus Eugen Onegin und die Flosshilde aus dem Ring. Als Mezzosopran tritt sie in einer Reihe von Hosenrollen auf, dazu gehören Cherubino aus Figaros Hochzeit, Hänsel aus Hänsel und Gretel, Prinz Orlofsky aus der Fledermaus und Octavian aus dem Rosenkavalier.

## Auszeichnungen und Preise
- 1989: Dr.-Wilhelm-Oberdörffer-Preis von der Stiftung zur Förderung der Hamburgischen Staatsoper[3]
- 2017: Hamburger Kammersängerin